# Sieglinde Heppener
Sieglinde Heppener (* 8. Oktober 1934 in Berlin) ist eine ehemalige deutsche Politikerin (SPD). Sie war von 2005 bis 2014 Abgeordnete im Landtag von Brandenburg.

## Leben und Beruf
Sieglinde Heppener war nach ihrem Abitur in den Jahren 1955 bis 1963 als Hilfsassistentin beim Institut für Marxismus-Leninismus beim Zentralkomitee der SED in Berlin tätig. Im Anschluss folgte von 1963 bis 1965 ein Studium der Philosophie an der Humboldt-Universität zu Berlin mit dem Abschluss als Diplomphilosophin.
In den Jahren 1965 bis 1990 arbeitete sie als Dozentin an der Akademie für Gesellschaftswissenschaften beim Zentralkomitee der SED, wo sie seit 1983 den Arbeitsbereich „Geschichte der marxistisch-leninistischen Philosophie“ leitete. Sie promovierte im Jahr 1970 mit der Arbeit Philosophische Probleme der bewußten Gestaltung der sozialistischen Produktionsverhältnisse und der Entwicklung der Produktivkräfte unter den Bedingungen der Einheit von sozialistischer, wissenschaftlich-technischer und Kulturrevolution in der Periode von 1956 bis zum VI. Parteitag der SED (1963). Im Jahr 1977 erfolgte die Habilitation (Dissertation B) mit der Arbeit Historischer Materialismus und Aufbau des Sozialismus in der DDR – Zur Ausarbeitung der Grundfragen des historischen Materialismus in der marxistisch-leninistischen Philosophie der DDR (1949-1962). Im Jahr 1984 erfolgte die Ernennung zur Professorin.
Sieglinde Heppener ist verheiratet und hat drei Kinder.

## Politisches Engagement
Sieglinde Heppener war zu DDR-Zeiten Mitglied der SED, was sie in ihrer Abgeordnetenbiographie für den Landtag Brandenburg trotz beruflicher und ideologischer Bezüge zum SED-Regime jedoch verschweigt.
Sie ist seit dem Jahr 1993 Mitglied der SPD. Am 21. Oktober 2005 rückte sie für Steffen Reiche in den Brandenburgischen Landtag nach. Für ihre Fraktion war sie von 27. Oktober 2005 bis 5. Dezember 2005 Mitglied und danach stellvertretendes Mitglied im Petitionsausschuss. Seit dem 27. Oktober 2005 ist sie zudem stellvertretendes Mitglied im Ausschuss für Arbeit, Soziales, Gesundheit und Familie. Sie ist seniorenpolitische Sprecherin ihrer Fraktion im Landtag.
Am 21. Oktober 2009 eröffnete Heppener als Alterspräsidentin die konstituierende Sitzung des 5. Brandenburger Landtages. Nach der Landtagswahl in Brandenburg 2014 schied sie aus dem Landtag aus.
Neben der Parlamentarischen Arbeit ist sie in verschiedenen Vereinen und Verbänden aktiv. So ist sie seit dem Jahr 2003 Vorsitzende des Seniorenrates des Landes Brandenburg e. V. und Mitglied des Aufsichtsrates der gemeinnützigen ProCurand GmbH sowie der ProCurand Immobilien AG.

## Ehrungen
Für ihren Einsatz „für die Belange der älteren Generation“ erhielt Heppener im Juni 2016 den Verdienstorden des Landes Brandenburg verliehen.

## Quelle
- Zur Biografie vgl. Mertens, Rote Denkfabrik? – Die Akademie für Gesellschaftswissenschaften beim ZK der SED. LIT Verlag, Münster etc. 2004. S. 63 mit Fußnote 43